# Thomas Dietsch
Thomas Dietsch (Croix, 8 de agosto de 1974) es un deportista francés que compitió en ciclismo de montaña en la disciplina de campo a través.
Ganó dos medallas en el Campeonato Mundial de Ciclismo de Montaña en Maratón, en los años 2004 y 2007, y tres medallas en el Campeonato Europeo de Ciclismo de Montaña en Maratón entre los años 2002 y 2004.

## Medallero internacional
| Campeonato Mundial | Campeonato Mundial      | Campeonato Mundial | Campeonato Mundial |
| Año                | Lugar                   | Medalla            | Competición        |
| ------------------ | ----------------------- | ------------------ | ------------------ |
| 2004               | Bad Goisern (Austria)   | Medalla de plata   | Campo a través     |
| 2007               | Verviers (Bélgica)      | Medalla de bronce  | Campo a través     |
| Campeonato Europeo |                         |                    |                    |
| Año                | Lugar                   | Medalla            | Competición        |
| 2002               | Salzkammergut (Austria) | Medalla de plata   | Campo a través     |
| 2003               | Graz (Austria)          | Medalla de oro     | Campo a través     |
| 2004               | Wałbrzych (Polonia)     | Medalla de oro     | Campo a través     |